# 리치 매코
리처드 휴 매코(영어: Richard Hugh McCaw ONZ, 1980년 12월 31일~)는 뉴질랜드의 전직 럭비 유니언 선수로 현역 시절 포지션은 플랭커, 넘버 8이다. 그는 뉴질랜드 럭비 유니언 국가대표팀 소속으로 148번의 테스트 매치에 출전했으며 이 중 110번의 경기에서 대표팀 주장을 맡았다. 2011년과 2015년 럭비 월드컵에서 우승을 차지했으며 월드 럭비 올해의 선수상을 3회 수상하여 댄 카터와 공동 최다 수상 기록을 세웠다.